# 富紅梅
富紅梅（ふ こうばい、1975年2月2日 - ）は、女流棋士 (囲碁)。
中国出身。日本棋院東京本院所属。林海峰9段門下。
9歳の頃より碁を始め、小学校を卒業した後は黒竜江省棋院に入る。ハルビン市大会、黒竜江省大会で優勝するも16歳で競技生活を中断。
19歳で留学のために来日し、碁を再開する。第40回全日本女流アマチュア囲碁選手権大会優勝（1998年）。獨協大学卒業。

## 経歴
- 1975年（昭和50年）中国生まれ
- 1994年（平成6年）来日
- 1996年（平成8年）第38回全日本女流アマチュア囲碁選手権大会準優勝
- 1997年（平成9年）第8回国際アマチュア・ペア囲碁選手権大会準優勝
- 1998年（平成10年）全日本女子学生本因坊決定戦優勝、第40回全日本女流アマチュア囲碁選手権大会優勝
- 1999年（平成11年）入段（現在に至る）